# Charity Ogbenyealu Adule
Charity Ogbenyealu Adule (* 7. November 1993 in Warri) ist eine nigerianische Fußballspielerin.

## Karriere

### Verein
Adule startete ihre Karriere bei den Rivers Angels und debütierte bereits mit 14 Jahren im Rahmen des Female Challenge Cup 2006. Im Frühjahr 2011 verließ sie die Rivers Angels und schloss sich dem Professional Female Football League Club Bayelsa Queens in Yenagoa an. Adule erzielte 57 Tore in rund 40 Spielen, für die Bayelsa Queens, was ihr im September 2014 einen Vertrag beim Kasachischen Meister BIIK Kazygurt einbrachte. Sie debütierte für BIIK Kazygurt in der UEFA Women’s Champions League am 8. Oktober 2014 gegen den deutschen Vizemeister 1. FFC Frankfurt.

### Nationalmannschaft
Adule nahm für die U-20 Nigerias an der U-20-Fußball-Weltmeisterschaft der Frauen 2010 in Deutschland und der U-20-Fußball-Weltmeisterschaft der Frauen 2012 in Japan teil. Seit 2013 gehört Adule zum Kader für die Nigerianische Fußballnationalmannschaft der Frauen.

## Persönliches
Adule studierte bis zu ihrem Wechsel nach Europa an der Delta State University in Abraka im Bundesstaat Rivers.